# Altetopfstraße 15 (Quedlinburg)

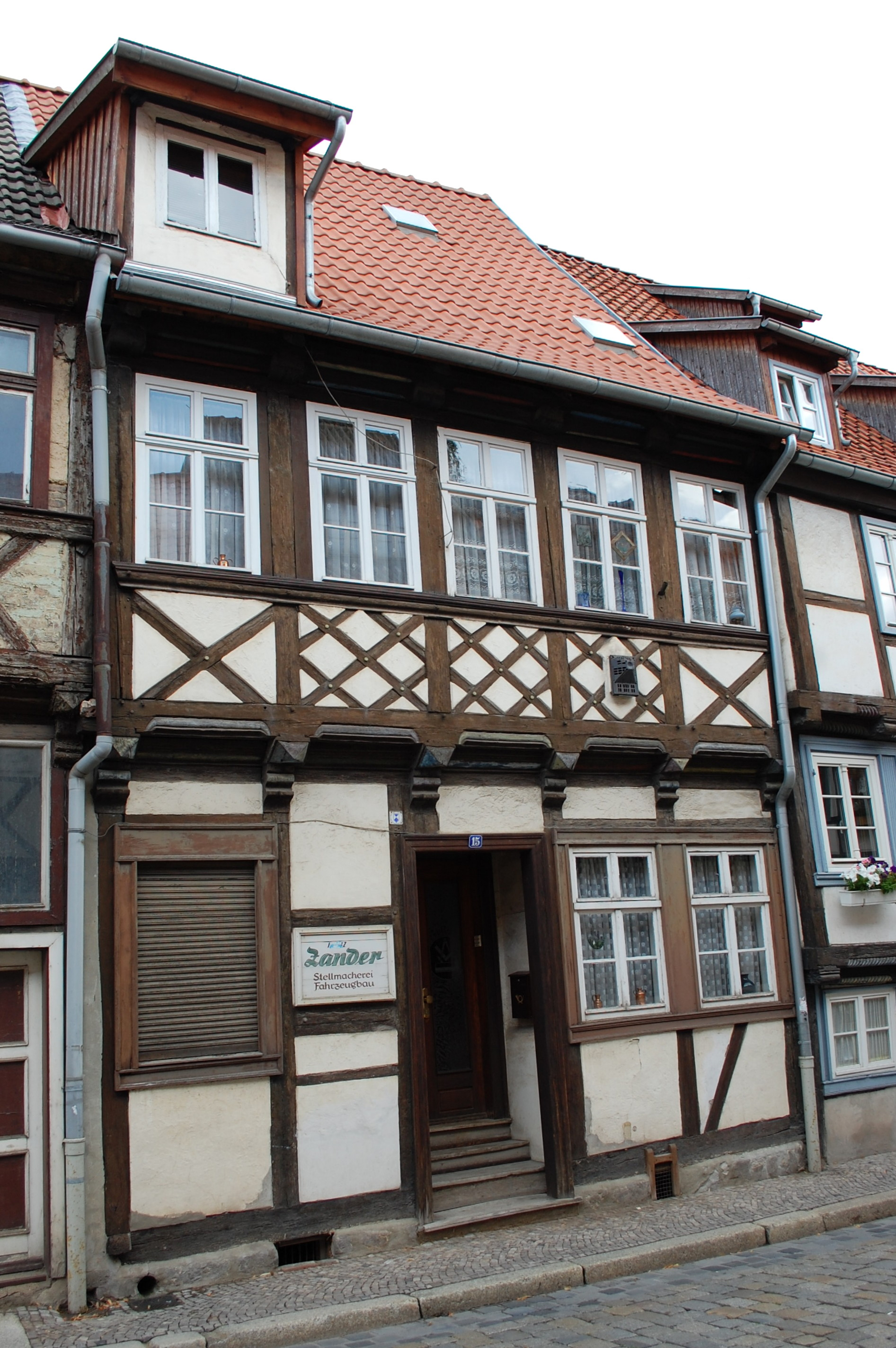
Haus Altetopfstraße 15

Das Haus Altetopfstraße 15 ist ein denkmalgeschütztes Gebäude in der Stadt Quedlinburg in Sachsen-Anhalt.
Es ist im Quedlinburger Denkmalverzeichnis als Handwerkerhof eingetragen und gehört zum UNESCO-Weltkulturerbe.

## Lage
Das Gebäude befindet sich südlich der historischen Quedlinburger Altstadt. Westlich grenzt das gleichfalls denkmalgeschützte Haus Altetopfstraße 14, östlich das Haus Altetopfstraße 16 an. 

## Architektur und Geschichte
Das straßenseitige, zweigeschossige Wohnhaus des Handwerkerhofs entstand in der Zeit um 1680 in Fachwerkbauweise. Die Fassade des im barocken Fachwerkstil gebauten Hauses weist in der Brüstung des vorkragenden Obergeschosses Andreas- und Rautenkreuze sowie Ziernägel auf. Darüber hinaus finden sich an der Fassade Schiffskehlen und Pyramidenbalkenköpfe.
Auf dem Hof des Anwesens befindet sich auf der Nordseite zur Wallstraße hin ein Torhaus. Das ebenfalls als Fachwerkhaus errichtete Gebäude entstand im 19. Jahrhundert.